# هیپوونتیلاسیون
هیپوونتیلاسیون (انگلیسی: Hypoventilation) (همچنین به عنوان افسردگی تنفسی شناخته می‌شود) زمانی رخ می‌دهد که تهویه کافی (hypo به معنی «زیر») برای انجام تبادل گازهای تنفسی مورد نیاز نباشد. طبق تعریف باعث افزایش غلظت دی‌اکسید کربن (هیپرکاپنی) و اسیدوز تنفسی می شود. هیپوونتیلاسیون مترادف با ایست تنفسی نیست، که در آن تنفس به طور کامل متوقف می‌شود و مرگ در عرض چند دقیقه به دلیل هیپوکسی اتفاق می‌افتد و به سرعت به بی اکسیژنی کامل منجر می‌شود، اگرچه هر دو اورژانس پزشکی هستند. هیپوونتیلاسیون را می‌توان پیش‌ساز هیپوکسی در نظر گرفت و کشندگی آن را به هیپوکسی با سمیت دی اکسید کربن نسبت داد.

## علل
هیپوونتیلاسیون ممکن است ناشی از موارد زیر باشد:
- یک وضعیت پزشکی مانند سکته مغزی که بر ساقه مغز تأثیر می‌گذارد به‌عنوان مثال، تمرین تهویه هوا یا روش بوتیکو.
- دارو، معمولاً زمانی که به صورت تصادفی یا عمدی بیش از حد مصرف شود. به طور خاص، اپیوئیدها و بنزودیازپین‌ها باعث ایجاد افسردگی تنفسی می‌شوند. نمونه‌هایی از اپیوئیدها شامل داروهایی مانند اکسی کدون و هیدرومورفون و نمونه‌هایی از بنزودیازپین‌ها شامل لورازپام و آلپرازولام است.
- هیپوکاپنی که هیپوونتیلاسیون را تحریک می کند
- چاقی
- بیماری مزمن کوهستان، مکانیزمی برای حفظ انرژی.
- داروها؛ به عنوان یک عارضه جانبی داروها یا داروهای تفریحی، کاهش تهویه ممکن است به طور بالقوه تهدید کننده زندگی باشد. بسیاری از داروهای سرکوب‌کننده سیستم عصبی مرکزی (CNS) مانند اتانول، بنزودیازپین‌ها، باربیتورات‌ها، GHB، آرام‌بخش‌ها و شبه‌افیونی‌ها وقتی در دوزهای زیاد یا بیش از حد مصرف شوند یا با سایر داروهای مضعف مصرف شوند، باعث ایجاد افسردگی تنفسی می‌شوند. مواد افیونی قوی (مانند فنتانیل، هروئین، و مورفین)، باربیتورات‌ها و برخی بنزودیازپین‌ها (آنهایی که با اثر کوتاه مدت و آلپرازولام هستند) به‌عنوان تضعیف کننده تنفس شناخته می‌شوند.  در مصرف بیش از حد، ممکن است فرد به طور کامل نفس خود را متوقف کند (به ایست تنفسی مبتلا شود) که بدون درمان به سرعت کشنده است. مواد افیونی، در دوز بیش از حد یا همراه با سایر داروهای افسردگی، برای چنین مرگ و میر بدنام هستند.[۳]

## درمان
محرک‌های تنفسی مانند نیکتامید به طور سنتی برای مقابله با افسردگی تنفسی ناشی از مصرف بیش از حد داروهای مضعف CNS استفاده می‌شد، اما اثربخشی محدودی داشت.  یک داروی محرک تنفسی جدید به نام BIMU8 در حال بررسی است که به نظر می رسد به طور قابل توجهی موثرتر باشد و ممکن است برای مقابله با افسردگی تنفسی تولید شده توسط مواد افیونی و داروهای مشابه بدون خنثی کردن اثرات درمانی آنها مفید باشد.
اگر افسردگی تنفسی ناشی از مصرف بیش از حد مواد افیونی باشد، معمولاً یک آنتاگونیست مواد افیونی، به احتمال زیاد نالوکسان، تجویز می شود. این امر به سرعت دپرسیون تنفسی را وارون می‌کند، مگر اینکه توسط داروهای افسردگی دیگر پیچیده شود. با این حال، یک آنتاگونیست مواد افیونی همچنین ممکن است سندرم ترک مواد مخدر را در مصرف کنندگان مزمن ایجاد کند. تهویه مکانیکی ممکن است همچنان در طول احیای اولیه ضروری باشد.

## شرایط مرتبط
اختلالاتی مانند سندرم مادرزادی هیپوونتیلاسیون مرکزی (CCHS) و ROHHAD (چاقی با شروع سریع، اختلال عملکرد هیپوتالاموس، هیپوونتیلاسیون، همراه با اختلالات تنظیم خودکار) به عنوان شرایطی شناخته می‌شوند که با هیپوونتیلاسیون مرتبط هستند.  CCHS ممکن است عامل مهمی در برخی موارد سندرم مرگ ناگهانی نوزاد (SIDS) باشد که اغلب به آن «مرگ تخت» یا «مرگ تخت» می‌گویند.
شرایط متضاد، هیپرونتیلاسیون (تهویه بیش از حد) است که منجر به سطوح پایین دی اکسید کربن (هیپوکاپنی) می شود تا هایپرکاپنی.